# Robella
Robella, (Robela en piemontès) és un municipi situat al territori de la província d'Asti, a la regió del Piemont (Itàlia).
Limita amb els municipis de Brozolo, Cocconato, Montiglio Monferrato, Murisengo, Odalengo Grande i Verrua Savoia.
Pertanyen al municipi les frazioni de Casa del Bosco, Castella Vignola, Cortiglione, Montaldo, Vallese i Vernasso.